# Jupiter's Legacy
Jupiter's Legacy est une série télévisée américaine créée par Steven S. DeKnight et diffusée depuis le 7 mai 2021 sur Netflix. Il s'agit de l'adaptation du comics du même nom créé par Mark Millar et Frank Quitely, édité par Image,,.

## Synopsis
Après la chute de l'usine familiale en raison du krach de 1929, Sheldon Sampson se sent guidé par la voix de son père, récemment décédé. Il sent alors qu'il doit créer une équipe de super-héros, l'Union, dans lequel il est The Utopian. Il établit également un code très strict et interdit tout meurtre, même de super-vilains. De nos jours, tandis que cette première génération de super-héros est vénérée, la suivante a du mal à rester à la hauteur des exploits légendaires de ses parents. De plus, Sheldon doit gérer d'importants conflits familiaux. Son fils, Brandon Sampson — alias The Paragon — a enfreint le code et ne répond pas aux attentes de son père. De son côté, la fille de Sheldon, Chloe, se drogue et se rebelle face à l'autorité et aux principes de son père.

## Distribution
Sauf indication contraire, les informations mentionnées dans cette section peuvent être confirmées par les bases de données cinématographiques IMDb et Allociné,  présentes dans la section « Liens externes ».

### Acteurs principaux
- Josh Duhamel (VF : Alexis Victor) : Sheldon Sampson / The Utopian
- Leslie Bibb (VF : Dominique Vallée) : Grace Sampson / Lady Liberty
- Andrew Horton (VF : Gauthier Battoue) : Brandon Sampson / Paragon
- Elena Kampouris (VF : Kelly Marot) : Chloe Sampson
- Ben Daniels (VF : Julien Kramer) : Walter Sampson / Brainwave
- Mike Wade (VF : Diouc Koma) : Fitz Small
- Matt Lanter (VF : Adrien Antoine) : George Hutchence / Skyfox

### Acteurs récurrents
- Tenika Davis (VF : Corinne Wellong) : Petra Small / The Flare II
- Ian Quinlan (VF : Eilias Changuel) : « Hutch » Hutchence
- Richard Blackburn (VF : Guy Chapellier) : Chester Sampson
- Tyrone Benskin (VF : Frantz Confiac) : Willie Small
- Meg Steedle (VF : Audrey Sourdive) : Jane
- Morgan David Jones (VF : Yoann Sover) : Jack Frost
- Aiza Ntibarikure : Sierra / Ectoplex
- Tyler Mane (VF : Jérémy Bedrune) : Blackstar
- David Julian Hirsh : Dr. Richard Conrad / Blue Bolt
- Conrad Coates : le capitaine Borges
- Kurtwood Smith : Miller

Version française :
- Société de doublage : Imagine

```
 
Source et légende
 : version française (
VF
) sur 
RS Doublage
[
4
]
```

## Production

### Développement

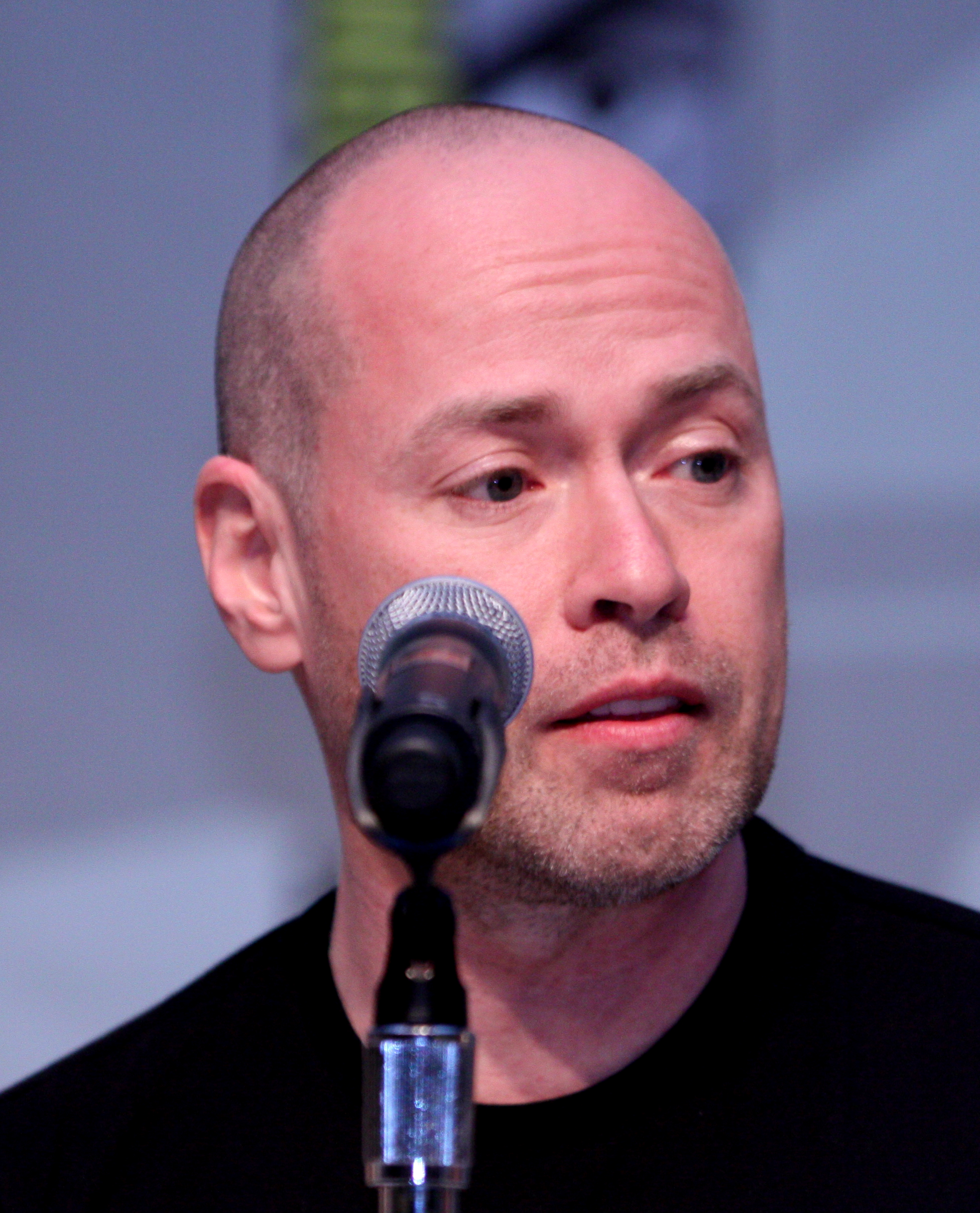
Le créateur de la série Steven S. DeKnight

Le 17 juillet 2018, il est annoncé que Netflix a commandé une première saison de huit épisodes pour la série. Celle-ci est créée par Steven S. DeKnight, qui est crédité en tant que producteur délégué aux côtés de Lorenzo di Bonaventura et Dan McDermott.
Le 16 septembre 2019, il est confirmé que DeKnight a quitté son rôle de showrunner de la série en raison de divergences créatives au milieu de la production de la première saison,. En novembre, il est annoncé que c'est Sang Kyu Kim qui prenait le relais en tant que showrunner en remplacement de DeKnight,.
Le 7 mai 2021 sort la première saison. Le mois suivant, Netflix annule la série. C’est sur Twitter que Mark Millar a annoncé la mauvaise nouvelle à ses fans,.

### Tournage
Le tournage de la première saison commence à Toronto (Ontario, Canada) le 2 juillet 2019 et se termine le 24 janvier 2020,.
Quelques reshoots supplémentaires ont lieu en janvier 2021.

## Épisodes
| № | Titre français | Titre original                    | Réalisation          | Scénario              | Diffusion originale |
| - | --- | --------------------------------- | -------------------- | --------------------- | ------------------- |
| 1 | À la première heure | By Dawn's Early Light             | Steven S. DeKnight   | Steven S. DeKnight    | 7 mai 2021          |
| 1 | Présent : Brandon et Chloé, les enfants adultes de Sheldon, luttent pour être à la hauteur de l'héritage de leur père, un super-héros connu sous le nom de The Utopian. Alors que Chloé mène un style de vie hédoniste, Brandon, héros lui aussi, tue un super-vilain nommé Blackstar pour sauver la vie de ses amis et parents, déclenchant un débat éthique. Passé : En 1929, les frères Sheldon et Walter Sampson aident à diriger la société sidérurgique de leur père. À la suite du krach, leur père se suicide. |                                   |                      |                       |                     |
|   | |                                   |                      |                       |                     |
| 2 | Papier et pierre | Paper and Stone                   | Steven S. DeKnight   | Henry G.M. Jones      | 7 mai 2021          |
| 2 | Présent : contrarié que Brandon ait violé son code moral strict, Sheldon tente de convaincre les jeunes super-héros et le public que celui-ci est toujours pertinent. Bien que Brandon ait en fait tué un clone de Blackstar, les partisans du super-vilain ripostent contre les super-héros en devenant plus violents. Passé : La journaliste Grace Kennedy attire la colère de Sheldon en exposant son père bien-aimé comme un escroc ayant volé ses employés, dont un dénommé Fitz Small. Lors des funérailles de son père, Sheldon est hospitalisé à la suite d'une crise et puis se retrouve hanté par des visions d'une île mystérieuse.                                                                       |                                   |                      |                       |                     |
|   | |                                   |                      |                       |                     |
| 3 | Peignons les nuages d'un coup de soleil | Painting the Clouds With Sunshine | Christopher J. Byrne | Morenike Balogun Koch | 7 mai 2021          |
| 3 | Présent : Une bande de voleurs endettés auprès du super-vilain Big Man effectue une série de braquages. Alors qu'elle est saoule, Chloé arrête accidentellement l'un de leurs vols et repart avec leur butin. Hutch, le chef des voleurs, tue alors Big Man pour sauver ses amis et lui-même, puis utilise les ressources du super-vilain pour récupérer ce qui pourrait être une arme puissante. Passé : Après les funérailles du père, la famille et les amis de Sheldon s'inquiètent de ce qui semble être une détérioration de son état mental. De son côté, le meilleur ami de Sheldon, George Hutchence, tente de l'aider avec difficulté.                                                                     |                                   |                      |                       |                     |
|   | |                                   |                      |                       |                     |
| 4 | Tous les démons sont là | All the Devils Are Here           | Christopher J. Byrne | Akela Cooper          | 7 mai 2021          |
| 4 | Présent : renvoyée de son dernier contrat et confrontée aux critiques de ses anciens amis pour ne pas avoir aidé à combattre Blackstar, Chloé sombre davantage dans la dépendance et les fêtes. Passé : Sheldon abandonne Jane, sa fiancée, pour suivre ses visions. Conduit dans une petite ville du Kansas ravagée par la Grande Dépression, Sheldon rencontre un certain Old Man Miller, qui souffre de visions similaires. Avant de se suicider, Miller avertit Sheldon de ne pas suivre les conseils donnés par les êtres chers décédés qu'il voit dans ses visions. |                                   |                      |                       |                     |
|   | |                                   |                      |                       |                     |
| 5 | À quoi bon ? | What's the Use?                   | Charlotte Brändström | Kate Barnow           | 7 mai 2021          |
| 5 | Présent : Sheldon éprouve des doutes quant à son approche dans l'application du code. Les preuves révèlent que le clone de Blackstar a peut-être été créé par George, ancien héros disparu il y a des années après être devenu un criminel. Hutch et Chloé se mettent en couple, mais Sheldon interroge Hutch au sujet de son père. Passé : En 1933, encouragé par ses visions, Sheldon convainc Walter, George, Grace, Fitz et plusieurs autres personnes de partir avec lui sur l'île. |                                   |                      |                       |                     |
|   | |                                   |                      |                       |                     |
| 6 | Couvre son visage | Cover Her Face                    | Charlotte Brändström | Sang Kyu Kim          | 7 mai 2021          |
| 6 | Présent : Alors que Brandon se débat avec la moralité de ses actions, Grace tue presque Baryon, un super-villain qui a tué Ghost Beam, un ami de Chloé. Passé : Lors d'un long voyage en mer, l'excentricité de Sheldon amène ses compagnons à remettre en question sa santé mentale. Alors qu'ils tentent de faire demi-tour, les doutes de Sheldon sont dissipés lorsqu'il sauve Richard Conrad d'un naufrage et les conduit à travers une tempête dangereuse vers l'île, tout comme il l'avait vu dans ses visions. |                                   |                      |                       |                     |
|   | |                                   |                      |                       |                     |
| 7 | Tous pour un | Omnes Pro Uno                     | Marc Jobst           | Julia Cooperman       | 7 mai 2021          |
| 7 | Présent : Contre l'avis de Sheldon, Grace force Walter à recruter sa fille Raikou, un assassin, pour l'aider à rechercher des indices par télépathie dans le cerveau du clone Blackstar. De son côté, Sheldon s'inquiète du fait que les dissensions entre les super-héros pourraient conduire à l'abandon du code et à un autoritarisme brutal. Passé : Sheldon conduit le groupe sur l'île. Là, ils sont poussés à leurs limites physiques et émotionnelles. Ils sont proches de s'entretuer lorsque Grace se rend compte qu'il s'agit d'un test de leur dignité. Le groupe est alors déclaré digne par les fantômes de leurs proches et doté de super-pouvoirs.                                                   |                                   |                      |                       |                     |
|   | |                                   |                      |                       |                     |
| 8 | Comment tout ça va finir | How It All Ends                   | Marc Jobst           | Steven S. DeKnight    | 7 mai 2021          |
| 8 | Le véritable Blackstar s'échappe de sa cellule, prend Brandon en otage et force Sheldon à choisir entre maintenir son code ou sauver son fils. Alors que Sheldon hésite, la fille de Fitz, Petra, distrait Blackstar. Brandon domine alors le super-vilain et le bat, mais il s'arrête à la demande de son père. Walter se retrouve piégé dans l'esprit du clone Blackstar où George l'accuse avec colère de retourner les autres contre lui. Avant que George ne puisse tuer Walter, Grace rejoint Walter par télépathie et le sauve. Une fois qu'ils se sont échappés, Walter affronte Raikou et la tue afin de garder ses secrets : à savoir qu'il a créé le clone de Blackstar et a laissé le vrai se déchaîner. |                                   |                      |                       |                     |
|   | |                                   |                      |                       |                     |

## Accueil
L'agrégateur américain Rotten Tomatoes rapporte un taux d'approbation de 40% avec une note moyenne de 5,5/10, basée sur 55 critiques. Le consensus critique du site Web se lit comme suit : « Malgré quelques combats vraiment épiques, Jupiter's Legacy est tout simplement trop surchargé et lent pour décrocher de nombreux coups de poing narratifs »,. Concernant le site Metacritic, qui utilise une moyenne pondérée, il attribue une note de 45 sur 100 sur la base de 17 critiques, indiquant des « avis mitigés ou moyens ».